# Günter Fromm (Autor)
Günter Fromm (* 14. November 1926 in Mühlhausen; † 20. Juli 1994) war ein Autor zur Thüringer Eisenbahngeschichte. 
Er war während seines Lebens in verschiedenen Positionen im Bereich der Reichsbahndirektion Erfurt beschäftigt. Daneben war er beratendes Redaktionsmitglied bei der Fachzeitschrift Der Modelleisenbahner, in dessen Beirat er im Februar 1959 berufen wurde und verfasste sechs Bücher im damaligen Transpress Verlag zum Fachgebiet Eisenbahn-Modellbahn. Später publizierte er im Thüringer Verlag Rockstuhl. 

## Werke
- Bauten auf Modellbahnanlagen, 1962, Transpress VEB Verlag für Verkehrswesen.
- 100 Gleispläne H0 / TT / N, 1973 oder früher, Transpress VEB Verlag für Verkehrswesen.
- Vom Vorbild zur Modellbahn, 1973, Transpress VEB Verlag für Verkehrswesen.
- Bahnhöfe auf der Modellbahn, 1976, Transpress VEB Verlag für Verkehrswesen.
- Das große Anlagenbuch für die Modelleisenbahn, 1. Auflage 1988, Transpress VEB Verlag für Verkehrswesen, ISBN 3-344-00 277-5.
- 120 Jahre Zweigbahn Gotha–Langensalza–Mühlhausen–Leinefelde, 1. Auflage 1992, Verlag Rockstuhl, ISBN 3-929000-20-2.
- Eisenbahnen in Thüringen – Daten und Fakten, 1. Auflage 1992, Verlag Rockstuhl, ISBN 3-929000-24-5.
- Die Geschichte der Obereichsfelder Eisenbahn AG 1913–1947, 3., ergänzte Auflage 1994, Verlag Rockstuhl, ISBN 3-932554-98-1.
- Die Eisenbahnknoten Ebeleben, 1. Auflage 1994, Verlag Rockstuhl, ISBN 3-929000-27-X.
- Aus der Geschichte der Kleinbahn Rennsteig–Frauenwald 1913–1965, 1. Auflage 1996, Verlag Rockstuhl, ISBN 3-929000-41-5.
- Aus der Geschichte der Oberweissbacher Bergbahn, 1. Auflage 1997, Verlag Rockstuhl, ISBN 3-929000-95-4.
- Aus der Geschichte der Thüringischen Eisenbahn und des Bahnhof Erfurt 1846–1882, 2., erweiterte Auflage 1997, Verlag Rockstuhl, ISBN 3-929000-86-5.
- Aus der Geschichte der Langensalzaer Kleinbahn-AG 1913–1969, 2., erweiterte Auflage 1999, Verlag Rockstuhl, ISBN 3-932554-54-X.
- Die Geschichte der Friedrichrodaer Eisenbahn 1876–1896, 1. Auflage 2002, Verlag Rockstuhl, ISBN 3-934748-98-8.
- Die Geschichte der Kanonenbahn, 4., ergänzte Auflage 2004, Verlag Rockstuhl, ISBN 3-932554-98-1.
- Gleispläne für Modellbahnanlagen und Bahnhöfe, 1. Auflage 2005, Motorbuch-Verlag, ISBN 3-613-71092-7.
- Thüringer Eisenbahnstreckenlexikon, 2., bearbeitete Auflage 2006, Verlag Rockstuhl, ISBN 3-929000-33-4.